# He-Chaluc

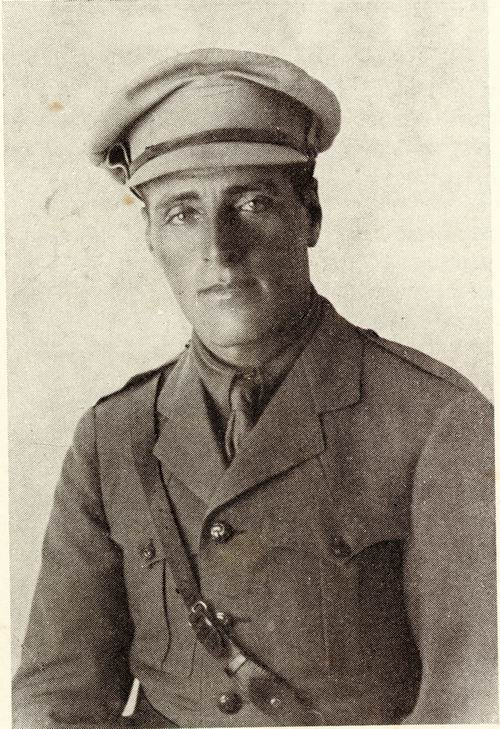
Josef Trumpeldor – jeden ze zakladatelů hnutí

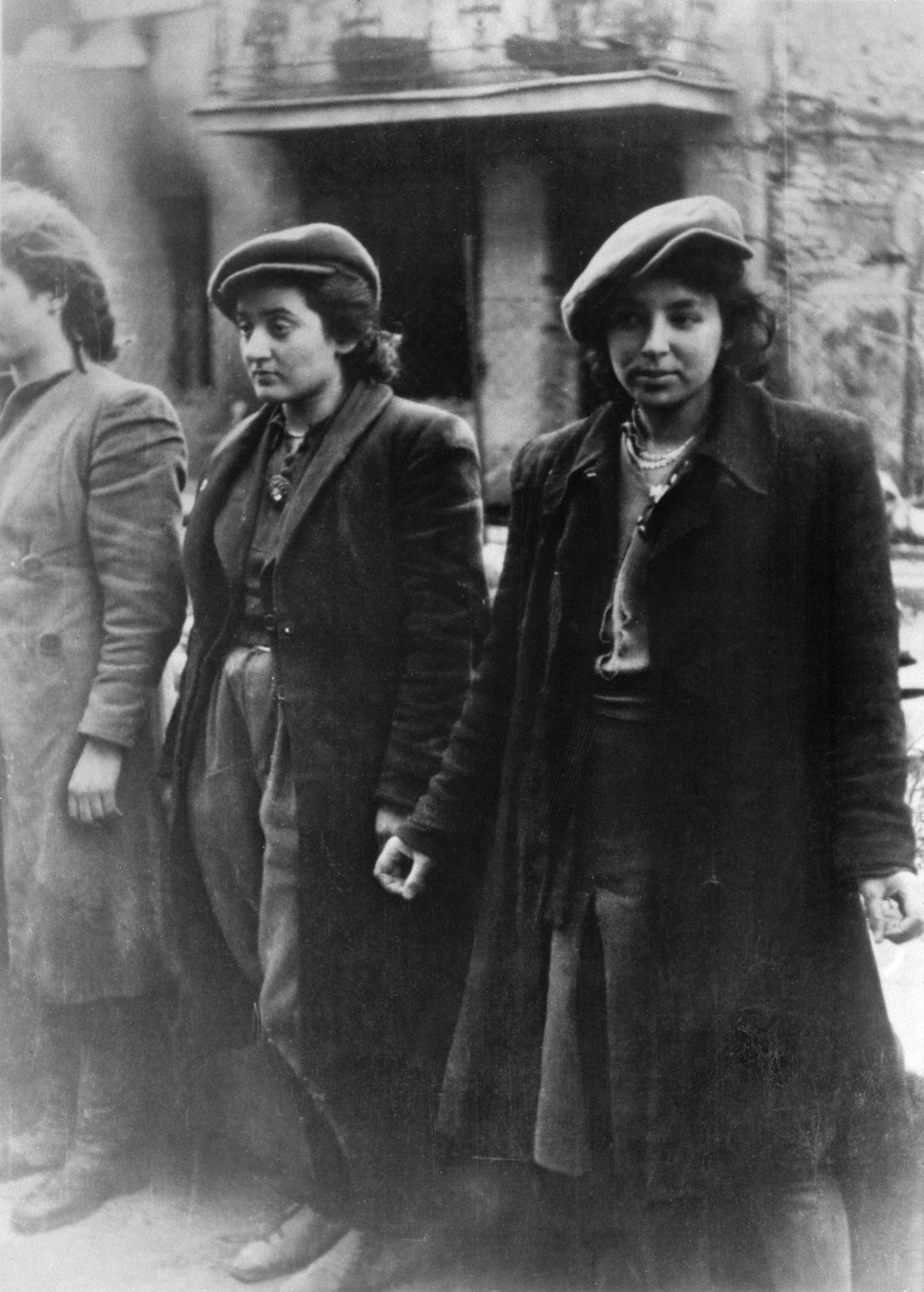
Členky he-Chaluc zajaté nacisty během Povstání ve varšavském ghettu

He-Chaluc (hebrejsky: החלוץ, doslova „Průkopník“) byla židovská sionistická mládežnická organizace v 1. polovině 20. století

## Počátky hnutí chalucim
Již od konce 19. století vznikaly mezi židovskou diasporou skupiny mládeže, které často používaly termín „chaluc“ (plurál „chalucim“) odvozený od biblického citátu z Knihy Jozue 6,13: „Sedm kněží neslo před Hospodinovou schránou sedm polnic z beraních rohů a za pochodu troubilo na polnice. Ozbrojenci šli před nimi a shromážděný zástup šel za Hospodinovou schránou; šli a troubili na polnice“, který v novověké sionistické terminologii označoval průkopníka, který odchází budovat židovskou domovinu (termín „chalucijut“ pak označoval průkopnický duch). V roce 1904 vyzval Menachem Usiškin k vlně přistěhovalectví mladých lidí ochotných se zapojit do zemědělské kultivace a kolonizace Palestiny.

## Vzestup a pád hnutí v Rusku
| „ | Nemůžeme-li být armádou, buďme pionýry, zasejme sémě zatím hrstkou, dokud nedobudeme Zemi izraelskou. | “ |
| — Josef Trumpeldor, výzva poté, co bolševická revoluce zhatila Trumpeldorův plán verbování dobrovolníků do Židovské legie pro osvobození Palestiny | |   |

Přetváření paralelně existujících skupin průkopníků na jednotnou židovskou organizaci se urychlilo koncem první světové války v souvislosti s únorovou revolucí v Rusku a Balfourovou deklarací, které zvýšily národní identifikaci Židů a zájem o přestěhování do Palestiny. V lednu 1918 se v Charkově konala zakládající konference ruského he-Chaluc. Během jara 1918 se do činnosti organizace zapojil Josef Trumpeldor, který formuloval její programové cíle v pamfletu he-Chaluc. V lednu 1919 následovala konference he-Chaluc v Moskvě, která rozhodla, že půjde o nadstranické sionistické hnutí. Trumpeldor původně plánoval utvořit armádu 100 000 ruských Židů, která by prošla Ruskem přes Kavkaz do Palestiny. Potom navrhoval alespoň kontingent 10 000 Židů, kteří by se v Palestině ujali správy země místo britských okupačních sil. Trumpeldor byl zvolen předsedou organizace a vyzván, aby vyrazil do Palestiny a připravil imigraci. V roce 1919 skutečně dorazil Josef Trumpeldor do tehdejší mandátní Palestiny, aby připravil masovou imigraci členů ruského he-Chaluc. V Palestině byl zabit v roce 1920 při obraně Tel Chaj. Stal se pak symbolem hnutí.
He-Chaluc se šířil do bývalých částí Ruské říše i mimo ni. V samotném Rusku, respektive Sovětském svazu, mezitím hnutí prožívalo útlum s tím, jak se sovětský komunistický režim upevňoval. Například účastníci třetí konference he-Chalucu konané v lednu 1922 v Charkově byli zčásti zatčeni a uvězněni. Na druhou stranu hnutí mohlo téhož roku otevřít cvičnou zemědělskou farmu na Krymu. V roce 1923 se sovětský he-Chaluc rozštěpil na dvě frakce, přičemž spor se vedl o míru identifikace s režimem a konceptem třídního boje. V roce 1928 byla i loajální frakce zakázána.

## Rozmach hnutí v meziválečném Polsku
Mezitím he-Chaluc prožíval rozmach mimo SSSR. Roku 1921 se jeho konference konaly v 25 zemích Evropy, Afriky, Blízkého východu a Ameriky. Centrem jeho aktivit bylo Polsko, kde se nacházelo sídlo jeho světového ústředí, jehož organizační struktura byla vytvořena rozhodnutím 12. sionistického kongresu v Karlových Varech roku 1921. V roce 1924 měl polský he-Chaluc 1 700 členů, roku 1933 už 41 000. V roce 1934 stáli polští členové he-Chaluc za zrodem fenoménu ilegální židovské imigrace do Palestiny (takzvaná alija Bet). Když totiž mandátní úřady nebyly schopné poskytnout stále většímu počtu polských Židů imigrační povolenky, zorganizovala skupina napojená na vojenskou organizaci Hagana první loď, která potají k břehům Palestiny přivezla z Athén 350 členů he-Chaluc. V roce 1938 to pak byli členové he-Chaluc v Palestině, kteří sami pomáhali spolu s Haganou přivážet další lodě s ilegálními přistěhovalci.
Rozvoj hnutí probíhal i v Litvě, Německu nebo USA. Na počátku druhé světové války mělo celosvětově 100 000 členů. Mnozí z jeho stoupenců se zapojili do odbojového protinacistického hnutí. Po válce již organizace nebyla obnovena. Přeživší členové z velké části přesídlili do Izraele.

## he-Chaluc v Československu
Fenomén průkopnické práce v Palestině získal mezi československými Židy na popularitě zejména počátkem 20. let 20. století, kdy do Palestiny skutečně odjely některé skupiny aktivistů. Významnou roli ale zde sehrávala zpočátku jiná organizace a to Tchelet Lavan. První konference he-Chaluc se zde konala 28. března 1921 v Teplicích. Vrcholu členské základny dosáhl he-Chaluc roku 1933, kdy měl 700 stoupenců. Silné pozice měl zejména na Slovensku. Od roku 1937 mělo hnutí finanční potíže, ale pokračovalo ve výcviku asi tisíce dobrovolníků, kteří usilovali o vystěhování do Palestiny. V ústředí he-Chaluc působil Jakob Edelstein, sídlo měla organizace v Praze. Pro neúspěšné žadatele o povolení k přistěhování organizoval he-Chaluc i nelegální imigraci, ovšem jen se střídavými úspěchy. Hnutí zaniklo po nacistické okupaci.